# Оттерсгайм-бай-Ландау
Оттерсгайм-бай-Ландау (нім. Ottersheim bei Landau) — громада в Німеччині, розташована в землі Рейнланд-Пфальц. Входить до складу району Гермерсгайм. Складова частина об'єднання громад Бельгайм.
Площа — 7,90 км2. Населення становить 1835 ос. (станом на 31 грудня 2020).